# Hanno

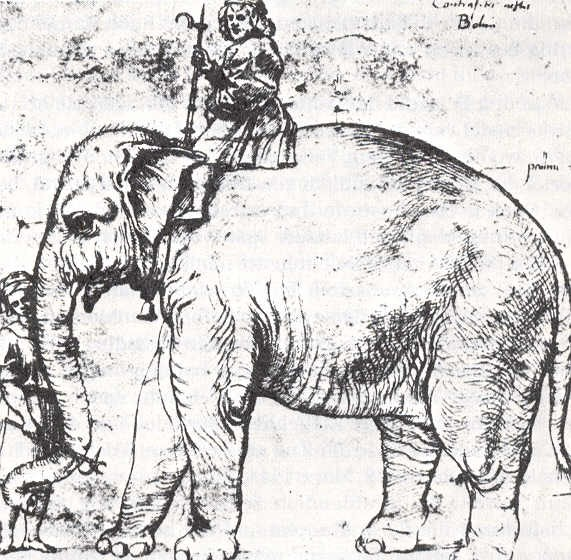
Boceto de Hanno con un mahaut de Rafael, alrededor de 1514.

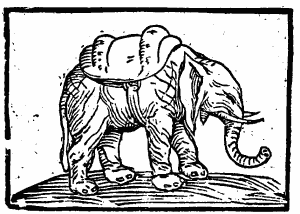
Grabado de Hanno en un panfleto de Filomates (Roma, alrededor de 1514).

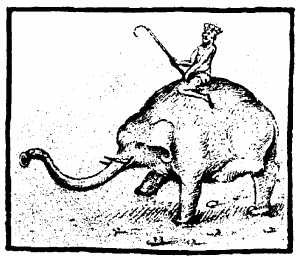
Hanno, de la primera página de Leitura Nova.

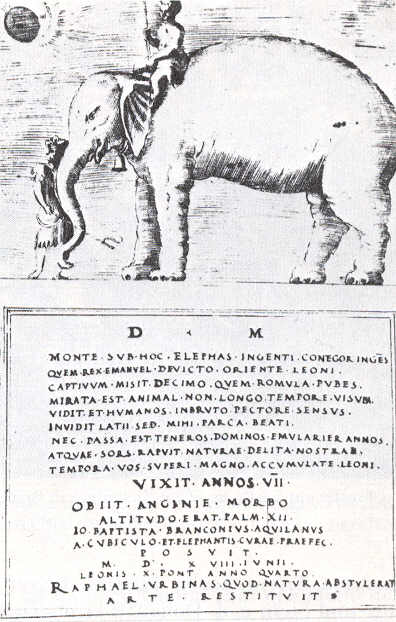
Epitafio y boceto del fresco del memorial de Hanno.

Hanno (alrededor de 1510-8 de junio de 1516) fue el elefante blanco mascota del papa León X (bautizado como Giovanni de Medici), y el tema principal del libro El elefante del papa: En viaje de elefante desde la India profunda hasta el corazón de Roma, de Silvio A. Bedini. Fue el regalo del Rey Manuel I de Portugal por la coronación del papa.

## Historia
El rey Manuel lo recibió o bien como regalo del rey de Kochi, o bien le pidió a Afonso de Albuquerque, su virrey en la India, que lo comprase. Se dice que Hanno era de color blanco, y viajó en barco desde Lisboa a Roma en 1514, a la edad aproximada de cuatro años.
Inicialmente fue mantenido encerrado en el Belvedere, tras lo que sería trasladado a un edificio especialmente construido entre la Basílica de San Pedro y el Palacio Apostólico, cerca del Borgo Sant'Angelo. Allí se convirtió en una de las atracciones de la ciudad, donde podía ser contemplado por el público todos los domingos. Entró en Roma montando una gigantesca silla de plata, siendo recogida su llegada en la poesía y el arte. Pasquale Malaspina escribió:

Al Belvedere ante el gran Pastor

Fue conducido el elefante domado

Danzando con tal gracia y tal amor

Que difícilmente mejor podría haber bailado un hombre

Y con su trompa como una gran nariz

Hizo, que la plaza entera se ensordeciese:

Y estirándose en el suelo de rodillas

Y entonces se inclinó en reverencia al Papa,

Y a su séquito.

Hanno fue muy famoso en la corte papal y fue paseado en las procesiones. Finalmente, enfermó súbitamente y murió el 8 de junio de 1516 junto al papa, que estuvo velando junto a él hasta el final. Cuando su amada criatura falleció, el pontífice fue presa de una profunda desesperación. Hanno fue enterrado en el Cortile del Belvedere, tras dos años en Roma y a la edad de siete años.
El artista Rafael diseñó un fresco conmemorativo (que no se conserva), y el propio papa compuso su epitafio:

Bajo esta gran colina yazco enterrado

Poderoso elefante que el Rey Manuel

Habiendo conquistado el Oriente

Envió cautivo al Papa León X

Donde al pueblo romano maravilló,

Una bestia no vista en largo tiempo.

En mi vasto pecho percibieron sentimientos humanos.

El Destino me envió a mi residencia en la bendita Latium

Y no tuvo la paciencia de dejarme servir a mi señor tres años completos.

Pero deseo, oh dioses, que el tiempo que la Naturaleza me asignó,

y el Destino me arrebató

Lo añadáis a la vida del gran León.

He vivido siete años

He muerto de angina

He medido doce palmos de altura

Giovanni Battista Branconio dell'Aquila

Chambelán privado del Papa

Y preboste de la custodia del elefante,

Ha erigido esto en 1516, el 8 de junio,

En el cuarto año del pontificado de León X.

Lo que la Naturaleza ha arrebatado

Rafael de Urbino con su arte ha restaurado.

Hay cuatro bocetos de Hanno, hechos en vida con sanguina, en la colección del Museo Ashmolean en Oxford.